# 제6회 대구단편영화제
제6회 대구단편영화제는 2005년 9월 28일에 열린 시상식이다.

## 수상 및 후보

### 대상
- 운수 좋은 날 - 이한종 수상

### 우수상
- 서툰 외면 - 김용완 수상

### 본선경쟁작
- 형이상학적 나비효과의 예술적 표현 - 박기완
- 닥터 쏜 - 임종군
- 공사중 - 이형석
- 인사이드 - 박인철
- 가리베가스 - 김선민
- 인간적으로 정이 안가는 인간 - 손원평
- 이렇게는 계속 할 수 없어요 - 윤성호
- 사과 - 김민숙
- 쏭의 명절 - 이송희
- 다이 투게더 - 손일송
- 해피 버스데이 - 홍준겸
- 허스토리 - 김영진, 김혜숙, 이윤미, 전승훈
- 생리해서 좋은 날 - 김보정
- 영업 중 외출 - 박준범

### 애플시네마
- 삼각 관계 - 최태규 수상
- 참신한 그이 모습 - 유승조 수상
- 모호선 - 김현철
- 참 잘했어요 - 정유미
- 실종 - 김수향
- 마지막 소원 - 이성주
- 나의 마음이 너에게 가 닿길 - 김삼력
- 해머 소나타 - 조두현